# Prodinoceras
Prodinoceras je nejstarší známý zástupce vymřelého řádu býložravých savců Dinocerata. Prodinoceras žil ve starším paleocénu na území dnešního Mongolska. Na zástupce čeledě uintatheriidae byl poměrně malý, dosahoval délky 2,9 metru. Je považován za bazálního člena čeledě uintatheriidae, ačkoliv již měl charakteristické tesáky připomínající kly, nicméně ještě neměl charakteristické „rohy”.